# State Line
State Line város az USA Mississippi államában, Greene megyében. Lakosainak száma 452 fő (2020. április 1.).

## Népesség
A település népességének változása:
| Lakosok száma | 555  | 565  | 452  |
|               | 2000 | 2010 | 2020 |